# シュリアーバッハ (ヴュルテンベルク)
シュリアーバッハ (ドイツ語: Schlierbach) は、ドイツ連邦共和国バーデン＝ヴュルテンベルク州シュトゥットガルト行政管区のゲッピンゲン郡に属す町村（以下、本項では便宜上「町」と記述する）である。この町はレギオン・シュトゥットガルト（シュトゥットガルト地域、1992年まではネッカー川中流地域）およびシュトゥットガルト欧州大都市圏の辺縁部に含まれる。

## 地理

### 位置
シュリアーバッハの町域は、中部シュヴェービシェ・アルプ山麓に位置し、郡庁所在地ゲッピンゲンから西南西へ直線距離で約 11 km、州都シュトゥットガルトからは東南東へ約 28 km の距離にある。市街地は海抜 390 m にまで達するが、海抜 310 m から湧出するシュリアーバッハ川やその他の谷側によって北西のフィルス川方向に排水がなされている。

### 自治体の構成
この町のオルト（地区）は、同名のシュリアーバッハ地区のみである。町域内には廃止された旧ボルツハウゼン地区と旧ブリュールマンスホーフ地区がある。

### 隣接する市町村
シュリアーバッハは、北北西はエーバースバッハ・アン・デア・フィルス、北東はアルベルスハウゼン、南東はハッテンホーフェンと境を接する。これら3市町村は、この町と同様に、ゲッピンゲン郡に属している。これに対して、南のオームデン、南西のキルヒハイム・ウンター・テック、西のノッツィンゲンはエスリンゲン郡に属す。

### 土地利用
| 用途                 | 面積 (ha) | 占有率 (%) |
| -------------------- | --------- | ---------- |
| 住宅地               | 61        | 5.6        |
| 商工業地             | 40        | 3.6        |
| レクリエーション用地 | 9         | 0.9        |
| その他市街地         | 20        | 1.8        |
| 交通用地             | 55        | 5.0        |
| 農業用地             | 636       | 58.0       |
| 森林                 | 270       | 24.6       |
| 水域                 | 4         | 0.4        |
| その他               | 2         | 0.2        |
| 合計                 | 1,097     | 100        |

2022年現在の州統計局のデータに基づく。

## 歴史

### 古代
シュリアーバッハの土地における最初の定住の痕跡は紀元前800年から紀元前450年頃にまで遡る。ケルト人の後、キリスト生誕の頃にローマ人が入植し、3世紀にアレマン人によって駆逐された。

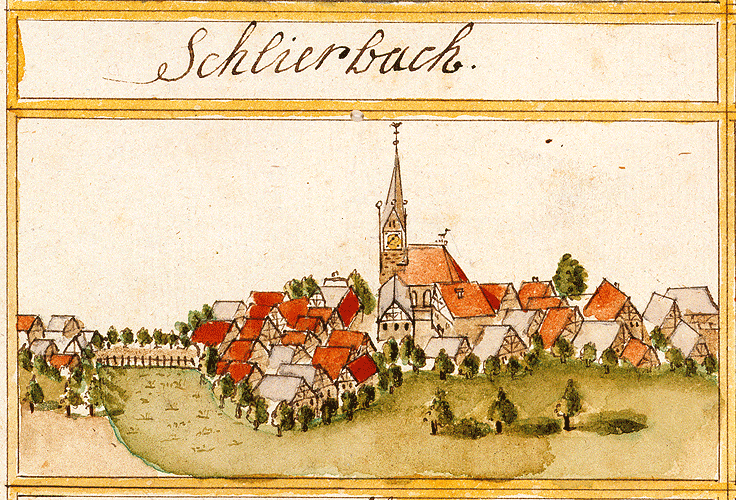
1683年にアンドレアス・キーザーの森林簿に描かれたシュリアーバッハ

### 中世
アレマン人は8世紀以降フランク人の支配下に入った。9世紀から12世紀の新たな開拓時代に成立したこの町は、13世紀にテック公領に属した。
シュリアーバッハは、1275年の納税台帳 liber decimationis に初めて記録されている。1381年にウルリヒ・フォン・ヴュルテンベルクがテック公の領主権を獲得してシュリアーバッハはヴュルテンベルク伯領となった。シュリアーバッハは1485年にアムト・キルヒハイムからアムト・ゲッピンゲンに移管された。

### 近世・近代
1806年に建国されたヴュルテンベルク王国の新たな行政組織が導入されたが、シュリアーバッハは引き続きオーバーアムト・ゲッピンゲンに属した。ナチ時代のヴュルテンベルクの郡域再編に伴って、この町は新たに創設されたゲッピンゲン郡に属すこととなった。第二次世界大戦後この町はアメリカ占領地区の一部となり、新設されたヴュルテンベルク＝バーデン州の一部となった。この州は1952年に現在のバーデン＝ヴュルテンベルク州に再編された。

## 住民

### 人口推移
1970年以降のデータはバーデン＝ヴュルテンベルク州統計局による。
| 時点           | 人口（人） |
| -------------- | ---------- |
| 1837年         | 1,523      |
| 1907年         | 1,282      |
| 1939年05月17日 | 1,289      |
| 1950年09月13日 | 1,633      |
| 1970年05月27日 | 2,810      |
| 1983年12月31日 | 3,447      |
| 1987年05月25日 | 3,438      |
| 1991年12月31日 | 3,538      |
| 1995年12月31日 | 3,655      |
| 2005年12月31日 | 3,772      |
| 2010年12月31日 | 3,798      |
| 2015年12月31日 | 3,927      |
| 2020年12月31日 | 3,926      |

## 行政

### 議会
シュリアーバッハの町議会は14議席からなる。議会はこれらの選出された名誉職の議員と議長を務める町長で構成される。町長は議会において投票権を有している。

### 首長
2018年6月10日の選挙ではザシャ・クレッツが第1回投票で 61.99 % の支持票を獲得して新たな町長に選出された。

### 紋章
図柄: 頂部は黄色地で、黒いシカの角が横たわっている。その下の主部は青地で、2本の黄色い波帯が描かれている。波帯はこの町の地名の由来になったシュリアーバッハ川を表している。シカの角はかつてヴュルテンベルク領であったことを示す。この紋章は1948年1月21日に州当局の認可を受け、黄 - 青の旗は1958年12月18日に州内務省の認可を受けた。

## 経済と社会資本

### 教育
- シュリアーバッハには、作業実科学校課程を備えた基礎課程・本課程学校がある。
- この町には幼稚園が2園ある。
- また、市民大学もある。

## 関連図書
- Rudolf Moser, ed (1844). “Gemeinde Schlierbach”. Beschreibung des Oberamts Göppingen. Die Württembergischen Oberamtsbeschreibungen 1824–1886. Band 20. Stuttgart / Tübingen: Cotta’sche Verlagsbuchhandlung. pp. 288–290
- Walter Ziegler, ed (2004). Schlierbach: Heimat zwischen Teck und Fils. Weißenhorn: Konrad. ISBN 978-3-87437-473-6